# Dave Rowntree
David Alexander De Horne Rowntree, más conocido como Dave Rowntree (Colchester, Essex, Inglaterra, 8 de mayo de 1964) es un músico inglés, animador y activista político, más conocido como el baterista y percusionista de la banda inglesa Blur.

## Biografía
Nació en Colchester, Essex, Inglaterra, Rowntree nació con padres músicos – Susan, una violista, y John, un ingeniero de sonido en la BBC.   Él asistió a la Escuela Gilberd en Colchester durante la semana, y a la Escuela De Música Landermere, Thorpe-Ie-Soken, los fines de semana, donde estudió Percusión. Él tocó percusión con su padre en la banda plateada de Colchester, una banda de música. Después de dejar la escuela, él estudió por un alto diploma nacional, (Higher National Diploma), en ciencia computacional en el Thames Polytechnic, y empezó su carrera como programador computacional para el consejo municipal de Colchester, (Colchester Borough Council).

## Carrera
A pesar de ser un baterista no muy profesional Rowntree tocó en bandas con Graham Coxon mientras los dos crecían en Colchester, y sabía que el padre de Coxon enseñó clases de jazz en Landermere. En 1989 Coxon presentó a Rowntree a Damon Albarn, quien estaba formando una banda en Goldsmiths, Universidad de Londres. Rowntree fue invitado a unirse, y dejar su trabajo para mudarse a Londres. Con la adición de Alex James, y después de muchos cambios de nombre, la banda se decidió por Blur y firmaron con EMI.
Rowntree es un animador por computadora, y posee una compañía de animación llamada Nanomation. Dirigió dos series parecidas al show animado South Park, llamado Empire Square, que hizo su debut en la TV en Channel 4 el 18 de febrero del 2005. También está interesado en los gráficos de computador, y ha contribuido a tres trabajos de investigación sobre temas relacionados con la prestación no fotorrealista.
Rowntree entrenó para ser un abogado cuando Blur tomó un hiatus en el 2006. Él es empleado en el departamento criminal de Kingsley Napley, una firma de abogados con sede en el este de Londres.
También es presentador en la estación de radio de indie rock XFM en el Reino Unido y presenta un show regular las noches de jueves de 9 a 10 PM.

## Política
Rowntree ha sido un activista afiliado y defensor del Partido Laborista desde que se convirtió en miembro en el 2002, y es presidente de la sucursal del oeste de Londres. En abril de 2007 se disputó sin éxito la sede conservadora segura de Marylebone High Street, en el Ayuntamiento de Westminster. En julio de 2008 él luchó la sede del Laborismo de la calle Church (Church Street), una plaza fuerte del Trabajo desde su creación en la década de 1960, pero un balanceo de Laborismo a los conservadores de un 14,1% significaba que estaba de nuevo sin éxito ya que los conservadores ganaron la sede.
En febrero de 2008, fue seleccionado por las ciudades de Londres y el Partido Laborista del distrito electoral de Westminster, (Cities of London and Westminster) para oponerse al diputado conservador Mark Field en las elecciones generales de 2010. Fue derrotado en esa elección. En 2011, Rowntree impugnó para convertirse en el candidato laborista para Norwich South en las próximas elecciones. Perdió contra Clive Lewis, periodista y exsoldado.
Rowntree apoyó la invasión de Irak en 2003 y en 2007, dijo: "Yo no soy un pacifista, creo que en algunas cosas  vale la pena luchar y morir. Entiendo que eso es fácil de decir, no voy a ser el único que pidió  morir, pero Saddam era un cabrón tanto despiadado como ilegal  y no derramé una sola lágrima por ella [la guerra]". 
Rowntree es un adversario decidido de la pena de muerte y patrón de Amicus, una organización que ofrece representación legal a los condenados a muerte en los Estados Unidos.

## Otros intereses
Él ha seguido tomando un interés en ciencias de la computación, y en los primeros días del sistema operativo Linux, escribió un controlador de dispositivos para permitir una tarjeta especial de CD-ROM para trabajar con el sistema operativo. [Cita requerida] 
Él también ha hecho campaña contra la persecución de los que comparten archivos de música en Internet, y es miembro del Consejo Asesor del Grupo Derechos Abiertos, (Open Rights Group), una ONG de derechos digitales sede en Reino Unido.
Cuando se le preguntó en el sitio web de Blur cómo se sentía acerca de que el sencillo "Out of Time" se filtrara en Internet antes de su lanzamiento él respondió: "Yo prefiero que se haya liberado". [Cita requerida]
Rowntree obtuvo la licencia de piloto completo en 1995. [Cita requerida]
Rowntree es un director fundador de la Coalición de Artistas Destacados, (Featured Artists Coalition).

## Polémica
Dave ha tenido una polémica en 2003 cuando el famoso entrevistador Nardwuar tuvo una entrevista con su banda Blur, David actuó de una manera impertinente, sacándole de las manos el papel donde traía las preguntas, empujándolo e intimidándolo, incluso agarrando su característico gorro escocés y tirándolo al suelo, que fue un regalo de su difunta madre, mientras los otros miembros de Blur como Damon no hacían nada e incluso lo apoyaban. Evitando las preguntas y tirando sus lentes y también dañando físicamente a Nard torciéndole el brazo izquierdo, aunque cuando Dave salió de la habitación, el resto de los miembros de la banda empezaron a cooperar y respondiendo a todas sus preguntas.Dave ha salido a hablar en 2011 acerca de que está muy avergonzado por el daño físico y mental que le causó al entrevistador canadiense, aclarando; "No puedo tomar el crédito por las cosas que he hecho de las que estoy orgulloso, sin asumir la culpa por las cosas de las que me avergüenzo. Y esta es definitivamente una de las cosas de las que me avergüenzo. No hay excusa para mi acoso, y la razón por la que lo hice es quizás casi tan sórdida" 
Nardwuar al leer la disculpa del baterista británico, publicó en Twitter que la aceptó y aclaro que lo apreciaba.